# وانتاگی
وانتاگی (انگلیسی: Wonthaggi) یک شهرک در ایالت ویکتوریا، استرالیا است.
این شهرک که در فاصله ۱۳۲ کیلومتری ملبورن قرار دارد دارای ۴٬۳۵۴ نفر جمعیت می‌باشد.